# Amanda Steinberg
Amanda Steinberg (1977/1978) es la fundadora de DailyWorth, una plataforma de medios financieros para mujeres profesionales centrada en el dinero y los negocios, en 2009. También es autora del libro Worth It: Your Life, Your Money, Your Terms (2017, Simon and Schuster).

## Trayectoria
Steinberg se graduó en The Baldwin School en Bryn Mawr, Pensilvania en 1995 y en el Columbia College, donde se especializó en estudios urbanos, en 1999. Ella es de ascendencia judía.
Steinberg fue primero una programadora de informática. Decepcionada por su incapacidad para ahorrar dinero y crear patrimonio neto, creó en Filadelfia DailyWorth, la misma semana que nació su hija en 2009. DailyWorth es principalmente un sitio web y un boletín informativo donde Amanda Steinberg publica consejos financieros para mujeres. En la actualidad, su boletín llega a más de un millón de suscriptores. Desde entonces, Steinberg ha recaudado más de dos millones de dólares en capital riesgo para DailyWorth. En 2018, la empresa fue adquirida por el periodista de NBC Jean Chatzky.
En 2016, también lanzó un  robo-advidiser (asesor financiero) diseñado para mujeres con Source Financial llamado Worth Financial Management. Es miembro de SuperSoul 100 de Oprah Winfrey y fue nombrada una de las 21 "New American Money Masters" por Forbes.